# موسسه دیده‌بان جهان
مؤسسه دیده‌بان جهان (به انگلیسی: Worldwatch Institute) یک سازمان پژوهشی زیست‌محیطی متمرکز در سطح جهانی مستقر در واشینگتن دی‌سی بود که توسط لستر آر براون بنیان‌گذاری شد. موسسه دیده‌بان جهان توسط Globescan Survey of Sustainability Experts به عنوان یکی از ده سازمان برتر پژوهشی برای توسعه پایدار شناخته شد.
براون در سال ۲۰۰۰ موسسه سیاست زمین را بنیان‌گذاری کرد. این موسسه در سال ۲۰۱۷ پس از انتشار آخرین گزارش وضعیت جهان پایان یافت. وبگاه Worldwatch.org از میانهٔ سال ۲۰۱۹ در دسترس نیست.

## مأموریت
مأموریت این مؤسسه چنین بود: «مؤسسه دیده‌بان جهان از طریق پژوهش و آگاهی‌رسانی که الهام‌بخش اقدام است، برای تسریع انتقال به جهانی پایدار که نیازهای انسان را برآورده می‌کند، کار می‌کند. اهداف اصلی این موسسه دسترسی جهانی به انرژی‌های تجدیدپذیر و مواد غذایی مغذی، گسترش کسب‌وکار و توسعه سازگار با محیط زیست، تبدیل فرهنگ از مصرف‌گرایی به سوی پایان زودهنگام رشد جمعیت از طریق فرزندآوری سالم و خودخواسته است.